# Diga Gilgel Gibe III
La diga Gilgel Gibe III è una diga alta 250 metri collegata ad una centrale idroelettrica sul fiume Omo in Etiopia.

## Descrizione
È la più grande centrale idroelettrica dell'Africa, con una potenza in uscita di 1870MW. Essa raddoppia la precedente capacità installata in Etiopia di 814MW (nel 2007).
La Diga Gibe III fa parte di una serie di dighe che includono le già esistenti Gibe I e Gibe II.
Ad oggi sono in via di pianificazione la Diga Gibe IV (1472MW) e la Gibe V (560MW).
Le dighe esistenti e quella in via di costruzione sono di proprietà e operano sotto la statale Ethiopian Electric Power Corporation.
L'appalto per la costruzione della diga è stato vinto nel 2006 dall'italiana Salini Costruttori.
Il progetto è stato aggiudicato allo Studio Pietrangeli con la supervisione di ELC-COB (ELC Electroconsult - Coyne et Bellier).
Il completamento della diga era programmato per il luglio 2013, ma è stata ultimata nel gennaio 2015.

## Controversie
Attorno alla diga sono nate difficoltà finanziarie, mancanza di trasparenza e accertamenti sull'impatto sociale e ambientale.
Diverse organizzazioni internazionali - tra cui Survival International, Human Rights Watch e International Rivers – hanno criticato l'impatto socioambientale della diga Gibe III sulla bassa valle dell'Omo.
In particolare il movimento mondiale per i diritti dei popoli indigeni Survival International ha denunciato che la diga ha messo fine alle esondazioni stagionali del fiume Omo, da cui 100.000 indigeni dipendono direttamente per abbeverare le loro mandrie e coltivare i campi, mentre altri 100.000 vi dipendono indirettamente. Secondo diversi esperti - tra cui l'idrologo dell'African Studies Center di Oxford Sean Avery – la diga causerà il degrado e l'abbassamento del livello del Lago Turkana in Kenya – il più grande lago in luogo desertico del mondo – dalle cui acque e riserve ittiche dipendono altri 300.000 indigeni.
La diga permetterà l'irrigazione di vaste piantagioni commerciali che si stanno realizzando nelle terre ancestrali delle tribù. Le organizzazioni internazionali hanno denunciato che le autorità locali stanno sfrattando questi popoli dalle loro terre, per trasferirli in villaggi di reinsediamento.
Nel marzo 2016 Survival International ha presentato un'istanza all'OCSE (Organizzazione per la Cooperazione e lo Sviluppo Economico) contro Salini Impregilo S.p.A. in merito alla costruzione della diga Gibe III che, secondo Survival, “ distruggerà i mezzi di sussistenza di migliaia di persone tra Etiopia e Kenya”.